# Generali Ladies Linz 1999
Il Generali Ladies Linz 1999 è stato un torneo di tennis giocato sul sintetico indoor. È stata la 13ª edizione del Generali Ladies Linz, che fa parte della categoria Tier II nell'ambito del WTA Tour 1999. Si è giocato a Linz, in Austria, dal 25 al 31 ottobre 1999.

## Campionesse

### Singolare
Mary Pierce ha battuto in finale  Sandrine Testud con il punteggio di 7–6(2), 6–1

### Doppio
Irina Spîrlea /  Caroline Vis hanno battuto in finale  Tina Križan /  Larisa Neiland con il punteggio di 6–4, 6–3